# 赫馬拉灣
67°20′S 49°0′E / 67.333°S 49.000°E
赫馬拉灣是南極洲的海灣，位於恩德比地，處於祖布恰特冰架和薩克拉里半島以南，由澳大利亞探險隊拍攝空中照片，以蘇聯探險隊的拖拉機司機命名。